# Kompozycja dynamiczna

Peter Paul Rubens, Porwanie córek Leukippa

Kompozycja dynamiczna w sztukach plastycznych jest to kompozycja, w której występuje przewaga elementów ukośnych, ponieważ w plastyce elementy te postrzegane są jako dynamiczne.
Kompozycja dynamiczna w fotografii charakteryzuje się tym, iż obiekt fotografowany jest ustawiony pod kątem.